# Near Wild Heaven
Near Wild Heaven is een nummer van de Amerikaanse rockband R.E.M. uit 1991. Het is de derde single van hun zevende studioalbum Out of Time.
Het nummer is geïnspireerd door de popmuziek uit de jaren '60.  "Near Wild Heaven" is zowel mede geschreven als ingezongen door bassist Mike Mills, wat tot dan nog nooit eerder is voorgekomen. Doordat het nummer in Amerika nooit is uitgebracht, werd het nummer enkel op de Britse eilanden en in Duitsland een hit(je). In Nederland deed het nummer het echter minder goed met een 11e positie in de Tipparade.